# San Antonio Silver Stars 2008
La stagione 2008 delle San Antonio Silver Stars fu la 12ª nella WNBA per la franchigia.
Le San Antonio Silver Stars vinsero la Western Conference con un record di 24-10. Nei play-off vinsero la semifinale di conference con le Sacramento Monarchs (2-1), la finale di conference con le Los Angeles Sparks (2-1), perdendo poi la finale WNBA con le Detroit Shock (3-0).

## Roster
| N° | Naz.                                 | Ruolo | Sportivo            | Anno | Alt. | Peso |
| -- | ------------------------------------ | ----- | ------------------- | ---- | ---- | ---- |
| 00 | Stati Uniti (bandiera)               | C     | Ruth Riley          | 1979 | 196  | 90   |
| 7  | Stati Uniti (bandiera)               | A     | Erin Buescher       | 1979 | 191  | 82   |
| 9  | Francia (bandiera)                   | G     | Edwige Lawson       | 1979 | 168  | 59   |
| 12 | Belgio (bandiera)                    | C     | Ann Wauters         | 1980 | 193  | 83   |
| 15 | Ucraina (bandiera)                   | C     | Valeryja Berežynska | 1986 | 193  | 88   |
| 24 | Stati Uniti (bandiera)               | A     | Morenike Atunrase   | 1986 | 178  | 65   |
| 25 | Stati Uniti (bandiera)               | G     | Becky Hammon        | 1977 | 168  | 62   |
| 30 | Stati Uniti (bandiera)               | G     | Helen Darling       | 1978 | 168  | 74   |
| 32 | Stati Uniti (bandiera)               | G     | Adrianne Ross       | 1984 | 173  | 64   |
| 33 | Saint Vincent e Grenadine (bandiera) | A     | Sophia Young        | 1983 | 185  | 75   |
| 50 | Stati Uniti (bandiera)               | A     | Sandora Irvin       | 1982 | 191  | 84   |
| 51 | Stati Uniti (bandiera)               | A     | Brittany Wilkins    | 1983 | 191  | 84   |
| 55 | Stati Uniti (bandiera)               | GA    | Vickie Johnson      | 1972 | 175  | 68   |

## Staff tecnico
- Allenatore: Dan Hughes
- Vice-allenatori: Sandy Brondello, Vanessa Nygaard, Olaf Lange
- Preparatore atletico: Tonya Holley
- Preparatore fisico: Mike Ekanem